# Zvon Zikmund

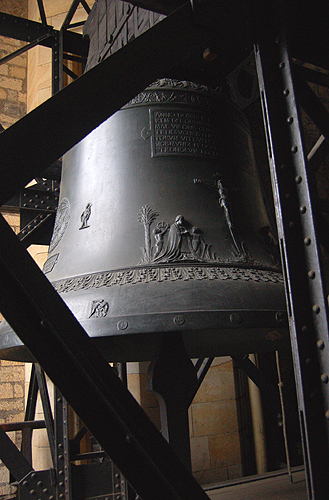
Zvon Zikmund z r. 1549 od Tomáše Jaroše z Brna. Pohled na východní stranu.

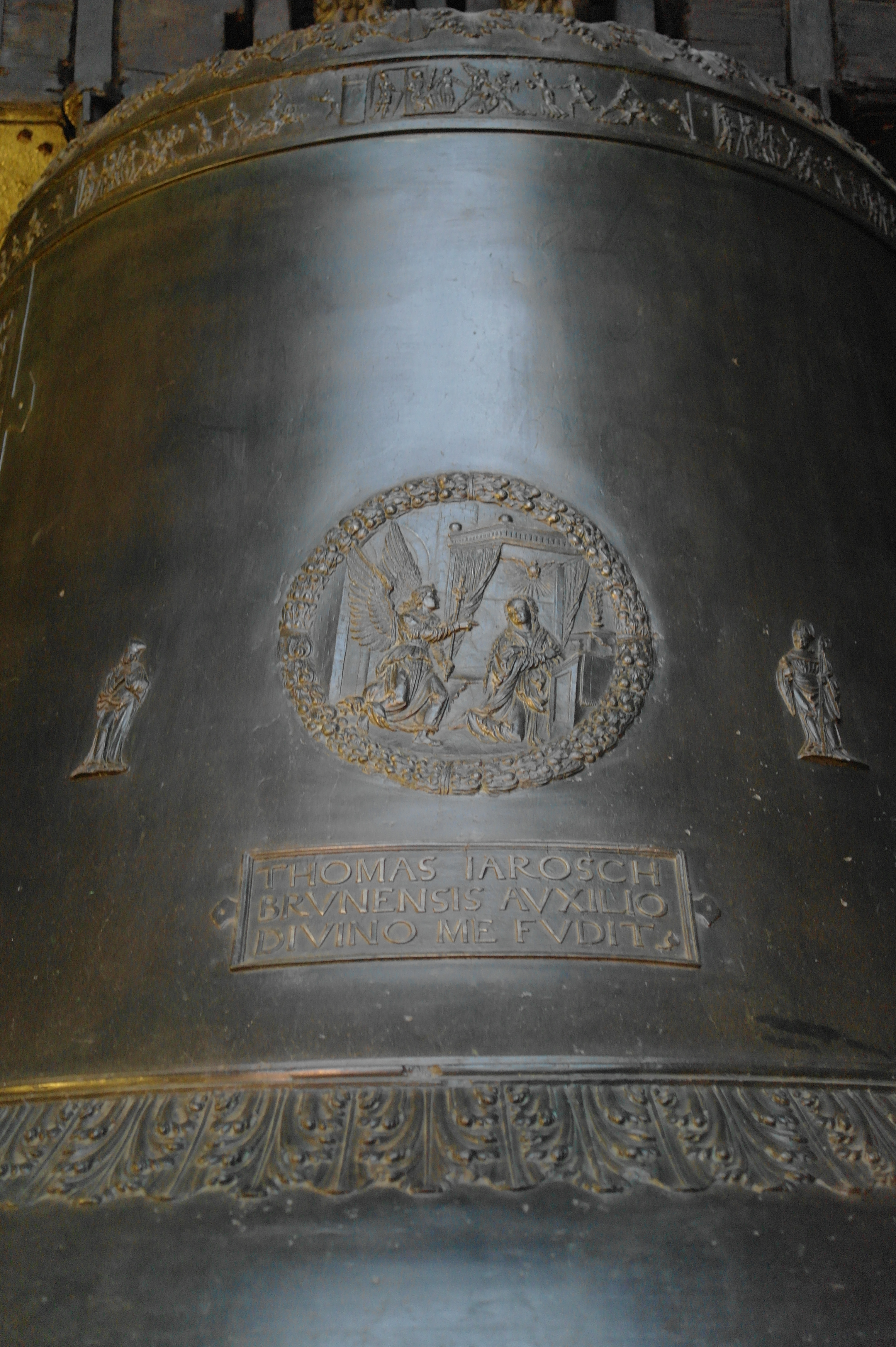
Jižní strana zvonu

Zvon Zikmund z roku 1549 z katedrály svatého Víta, Václava a Vojtěcha na Pražském hradě vyrobil zvonař Tomáš Jaroš z Brna v Praze. Jde o nejtěžší, a do roku 2022 (kdy byl vyroben Zvon #9801 s dolním průměrem 258 cm) i co se týče průměru největší, český zvon s dolním průměrem 256 cm, výškou 203 cm a odhadovanou hmotností 16,5 tuny (např. ale český zvonař Petr Rudolf Manoušek odhaduje hmotnost na 13 až 14 tun). Zvon je bohatě zdoben, některé prvky výzdoby se v českém prostředí vyskytly na Zikmundovi vůbec poprvé. Zvon je rozezváněn ručně, jako všechny zvony v katedrále svatého Víta, Václava a Vojtěcha, které visí ve stejné věži a zvoní pravidelně každou neděli.

## Rozměry
- Dolní průměr: 256 cm.
- Výška: 203 cm.
- Výška koruny: 38 cm.
- Vnitřní hloubka: 190 cm.
- Hmotnost: odhadována na 13,5 až 16,5 tuny.

## Popis zvonu

### Koruna
Korunu tvoří šest uch s mimořádně zdařilou výzdobou – tvář fauna s vousem, vous přechází v akantový pás na čepci.

### Čepec
Kolem čepce akantový ornamentální pás. Pod tím reliéfní pás, výška 10 cm, desetkrát se opakuje, část jedenáctého: Vražda dítek betlémských.

### Krk
- Východní (hlavní) strana: Tabulka s latinským sedmiřádkovým nápisem:

| „ | ANNO DOMINI MDXLVIII AD HONO/REM DEI OMNIPOTENTIS ET BETISSI/MAE VIRGINIS GENITRICIS DOMINI NOS/TRI IESVS CHRISTI NEC NON ET SAC/TORVM VITI . VENCESLAI . ADALBERTI . / SIGISMUNDI . PROCOPII LVDMILAE PA/TRORVM ECCLESIAE PRAGEN. | “ |

Tj. Léta Páně 1548 k chvále Boha Všemohoucího a blažené Panny rodičky Pána našeho Ježíše Krista a také svatým Víta, Václava, Vojtěcha, Zikmunda, Prokopa a Ludmily, patronů pražského kostela (pražské církve). Pod tabulkou reliéf, vysoký 70 cm, široký 130 cm: Kříž, u nějž klečí král Ferdinand I. Habsburský a jeho žena Anna Jagellonská:
- - Kříž: Kristus na kříži, u kříže leží lebka, z důlků jí lezou háďata. Nad křížem paprsková hvězda.
  - Ferdinand: v plném královském ornátu – přes albu přehozen zřasený plášť, spjatý sponou na prsou. Prostovlasý. Před ním kráčí ke kříži nahý genius, opírá se o žezlo. Za králem stojí další, pozvedává Ferdinandovi na hlavu německou korunu.
  - Anna: v kroji, s přiléhavým kabátcem, širokými rukávy, na krku řetěz s křížkem, vlasy v síťce, na hlavě čepec. Přes oblečení plášť, na krku spojen provázkem, jehož konec drží nahý genius, kráčející ke kříži. Za královnou druhý, okřídlený, na roušce nese českou korunu. Zcela vpravo a vlevo uzavírají reliéf palmy.
- Severní strana: Reliéf Nejsvětější Trojice. Pod tím erbovní štít arcivévodství rakouského s příčným břevnem, široký 17 cm. Po stranách reliéfy – sv. Vojtěch a sv. Vít, oba vysoké 25 cm, 37 cm od okraje zvonu.
- Západní strana: Tabulka s desetiřádkovým latinským nápisem, vysoká 47 cm, široká 112 cm:

| „ | SERENISSIMVS AC INVICTISSIMVS PRINCEPS DO/MINVS DNOS FERD/INANDVS ROMANORVM . HVN/GARIAE . BOHEMIAE . ZC . REX . INFANS HISPANORVM / ARCHIDUX AVSTRIAE ZC HANC CAMPANAM / FVNDI IVSSIT OB REMEDIVM ET SALVTEM ANIMAE / SVAE AC SERENISSIMAE ANNAE REGINAE CONTHO/RALIS SVAE CHARISSIMAE FILIAE WLADISLAI OLIM / REGIS HVNGARIAE ET BOHEMIAE. SIT DEO OPTIMO / MAXIMO HONOR LAVS ET GLORIA PER OMNIA. | “ |

Tj. Jasný a nepřemožený první pán pan Ferdinand, římský, uherský, český atd. král, následník trůnu španělského, arcikníže rakouský atd. tento zvon zaplatil k nápravě a spáse své duše a jasné Anny královny manželky své, milovaného syna Vladislava jednou krále uherského a českého. Ať Bohu nejlepšímu největší čest a slávu ve všem.
Pro písmena AE je užito ligatury. Pod tím v ornamentálním rámu (zlaté rouno) relief – říšská korunovaná orlice držená gryfy, na prsou má 3 štítky. Po stranách (15 cm od orlice, 37 cm od okraje zvonu) reliéfy – sv. Václav (nalevo), sv. Zikmund (napravo), oba vysoké 25 cm.
- Jižní strana: V kruhovém ornamentálním rámu o průměru 40 cm (věnec z listů a ovoce) reliéf Zvěstování Panny Marie. Pod tím tabulka s třířádkovým latinským nápisem, vysoká 26 cm, široká 45 cm:

| „ | THOMAS IAROSCH / BRVNENSIS AVXILIO / DIVINO ME FVDIT. | “ |

Tj. Tomáš Jaroš z Brna s Boží pomocí mě odlil. Po stranách reliéfy – sv. Ludmila, sv. Prokop, oba vysoké 25 cm, 37 cm od okraje zvonu.

### Věnec
Ornamentální akantový pás. Pod tím výjevy z mytologie, vysoké 11 cm, široké 12 cm:
- Severní a jižní strana: Herkules s lernskou hydrou.
- Západní a východní strana: Herkules rdousí nemejského lva.

Pod tím nelemovaný reliéfní pás – otisky pamětních mincí a medailí:
1. medailonová plaketa s poprsím sv. apoštola, stejně jako 13., podle vzoru padovské školy,
2. líc medaile Ferdinanda I., Jáchymov,
3. líc medaile Maxmiliána II., ražené před jeho nastoupením na český trůn,
4. líc biblické medaile od ”Mistra Večeře Páně” z roku 1546, Jáchymov,
5. líc medaile Maxmiliána II. (?),
6. rub medaile Maxmiliána II. (?),
7. líc medaile na smrt Ludvíka II. v bitvě u Moháče 1526,
8. rub medaile na smrt Ludvíka II. v bitvě u Moháče 1526,
9. líc medaile Ferdinanda II. a jeho ženy Anny, asi od Bernarda Beheima,
10. rub medaile Ferdinanda I. z roku 1541,
11. líc medaile Ferdinanda I. z roku 1541,
12. rub medaile ”Mistra Večeře Páně” s obrazem Svatby v Káni Galilejské, Jáchymov,
13. medailonová plaketa s poprsím sv. apoštola (jako 1., ale jiný z apoštolů),
14. líc medaile ”Mistra Večeře Páně” z roku 1541, Jáchymov,
15. rub medaile s obrazem Jonáše, vyvrženého rybou,
16. (nejasná),
17. líc medaile Vratislava z Pernštejna na Helfštejnu nebo Kreutze Setňanského (obě jsou dílem Alesssandra Abondia),
18. (nejasná),
19. medaile Jakuba z Granova, 1545,
20. otisk neznámé pečeti,
21. (nejasná),
22. líc tolaru Maxmiliána I. z roku 1479 – poprsí Marie Burgundské,
23. rub tolaru Maxmiliána I. z roku 1479,
24. líc medaile Zmrtvýchvstání Krista, Jáchymov,
25. líc medaile Ferdinanda I.

- Mezi mincemi na severní a jižní straně reliéfy listů, na východní a západní straně stojí dva géniové na nezřetelném štítku.

### Srdce
- Původní srdce se v roce 1592 při vyzvánění k pohřbu Viléma z Rožmberka utrhlo, avšak nikoho nezranilo. Bylo znovu zavěšeno.[3]
- V roce 1670 srdce puklo a bylo vyměněno.
- Znovu puklo v roce 1734.
- Nové srdce puklo v roce 1797.
- Další srdce bylo opraveno v roce 1819. Neslo Kristovu značku IHS a nápis: Renovatum est 1819 – 1797 WK.
- Toto opravené srdce puklo 15. června 2002 při vyzvánění k svátku sv. Víta.
- Nové srdce vyrobila dílna Petra Manouška v Praze na Zbraslavi roku 2002 a poprvé se jím zvonilo na sv. Václava 28. září 2002.
- Pověst říká, že když srdce Zikmunda pukne, postihne české země neštěstí. Jak můžeme vidět, pověst se potvrdila pouze v moderní době (2002), kdy Prahu zachvátily ničivé povodně.

## Předlohy reliéfů
- Hlavní východní strana zvonu byla vytvořena na zakázku pro krále Ferdinanda I. Podobný nebo snad dokonce tentýž reliéf se nacházel na starším zvonu Patron, který byl zničen požárem roku 1541.
- Zbytek výzdoby vybíral sám zvonař, nicméně jeho návrh musela schválit královská rada.
- Reliéfy Zvěstování Panny Marie a Nejsvětější Trojice byly převzaty z obrazů Albrechta Dürera. Zvěstování je 7. list z cyklu Život Panny Marie, jejž Dürer vytvořil v letech 1504–1505. Nejsvětější Trojice je obraz z roku 1511. Jaroš při tvorbě reliéfu mírně obměnil postavy a zjednodušil detaily pozadí.
- Reliéf Herkula s nemejským lvem je zhruba dvojnásobná (zrcadlově obrácená) zvětšenina italské plakety vlašského mistra s pseudonymem Moderno.
- U druhého reliéfu, Herkula s hydrou, lze usuzovat na podobný původ, avšak přesná předloha není známa.
- Také u Vraždy dítek betlémských není známa předloha, podle níž Jaroš reliéf vytvořil, ale pravděpodobně byla zrcadlově obrácená, jak lze soudit z faktu, že většina postav jsou leváci.[4] Stejný reliéf, ovšem s lépe propracovanými detaily, používal o něco později další velký český zvonař, Brikcí z Cimperka.
- Postavy světců jsou zřejmě převzaty z různých zdrojů, protože typově jsou navzájem dosti odlišné.
- Na zvonu se objevují některé prvky, až dosud v českém prostředí neznámé:[5]
  - Zdobení ramen koruny maskami. Až do té doby jsou ucha buď nezdobená, nebo jen velmi jednoduše – pletencem, výžlabky apod.
  - Psaní textů do tabulek. Až do té doby se užívaly výhradně textové pásy – nápisy, obepínající celý obvod zvonu. Jaroš se kromě zvonařství věnoval též dělolijectví, kde jsou tabulkové nápisy běžné, a zde se pravděpodobně inspiroval k jejich užití na zvonu.
  - Otisky mincí na věnci.

## Původ zvonu
Zvon byl pořízen jako náhrada zvonu Patron, který pukl při velkém požáru Pražského hradu a Malé strany v roce 1541.
Podařilo se jej odlít až na druhý pokus. Podle dohody měl náklady za nepovedené lití zaplatit sám zvonařský mistr (zejména ztracenou, „shořelou“ zvonovinu), ale poprosil krále Ferdinanda I., aby mu to odpustil, a bylo mu vyhověno. Cín na zvonovinu byl získán z dolů ve Slavkově, měď dovezli až ze středoslovenských měďných dolů. Zpravidla zvonaři měď kupovali v Kutné Hoře, ale právě v době výroby Zikmunda jí nebyla dostatečná zásoba. Když byl zvon dopraven na Hrad, nejprve byl zavěšen u kostela Všech Svatých na volné dřevěné konstrukci, a to nevhodně – pouze za jedno ucho; v roce 1560 převěšen. Teprve v roce 1563 se podařilo sehnat mistra Bonifáce Wohlmutha, který slíbil zvon zavěsit na svatovítskou věž. Nemáme záznamy, kdy se mu to podařilo, jen víme, že ještě v roce 1567 veliký zvon stále visel na původním místě, v roce 1581 už máme zmínku o tom, že visí na věži, ovšem nevhodně, neboť právě onoho roku byl převěšen. Podle pověsti zvon dopravila na věž moudrá králova dcera zvláštním kladkostrojem vlastní výroby na provaze z dívčích vlasů.

## Zavěšení a stav zvonu
Zvon je zavěšen na dřevěné hlavě v ocelové konstrukci v prvním poschodí velké jižní věže katedrály, ostatní katedrální zvony jsou zavěšeny o patro výš. Zvon je v celkem dobrém stavu.

## Zvonění
K rozeznění zvonu je potřeba šest zvoníků – čtyři rozhoupávají zvon, dva obsluhují srdce. V minulosti se jím zvonilo často, např. při zahájení zemského sněmu, při šťastných událostech nebo na poplach proti požáru.
Zvon Zikmund se dodnes ke zvonění používá ve významné církevní svátky, kromě Vánoc a Velikonoc také na Svatodušní svátky (letnice) a na Boží Tělo, v listopadu na svátek Krista Krále, na sv. Václava (28. září) a sv. Vojtěcha (23. dubna) a také v červnu či červenci na primici nových kněží. V roce 1973 zněl rovněž při oslavách tisícího výročí založení pražského biskupství (tehdy zvonili dobrovolní zvoníci kardinála Tomáška, převážně absolventi pražských vysokých škol). Rozezněl se ale i při jiných svátcích a významných událostech – např. po teroristickém útoku z 11. září 2001 nebo k ukončení výstavy Deset století architektury 4. listopadu 2001, při pohřbu Václava Havla, Karla Gotta, Karla Schwarzenberga. A již při posledním rozloučení s prezidentem Masarykem v úterý 21. září 1937. 
Zvonění obstarává spolek dobrovolných zvoníků Pražští zvoníci svatovítští – Campanari Sancti Viti Pragenses pod vedením Tomáše Stařeckého.

## Zajímavosti
- Zvon dostal jméno podle svatého Zikmunda. Tento světec žil v 6. století a zasloužil se christianizaci Burgundska. O rozšíření jeho kultu do Čech se zasloužil zejména Karel IV., jenž přenesl část jeho ostatků do katedrály sv. Víta, ostatně i jeden z jeho synů dostal toto jméno.
- V literatuře se jeho vznik klade někdy do roku 1548.[10] Rozpor je zřejmě zapříčiněn tím, že se zvon podařilo odlít až na druhý pokus.
- Kromě velikosti je Zikmund pozoruhodný i díky své výzdobě, díky níž jde o jeden z nejzajímavějších zvonů v Evropě. Například o málo menší zvon Zikmund v katedrále Sv. Václava na Wawelu v Krakově (spodní průměr 250 cm, hmotnost 10 980 kg), s nímž bývá pražský zvon Zikmund srovnáván, má nepoměrně jednodušší výzdobou.
- Velká část prvků výzdoby se objevuje na pozdějším Jarošově zvonu Marii z roku 1553 z Týnského chrámu.
- Přesný údaj o hmotnosti zvonu chybí. V literatuře se objevují tři údaje. Nejstarší, 27 tun, je zcela jistě přemrštěný a vzešel z faktu, že autoři studií zaměnili centnýře (tj. asi 60 kg) za metrické centy (100 kg). Novější údaj, 16,5 tuny, nebyl v podstatě nikdy ověřen – původní historické údaje nemusí být příliš přesné, navíc není jasné, o jaké centnýře se jedná a nelze je tedy na kilogramy převést přesně. Zvonař Petr Manoušek ml. odhadl (z vlastní zkušenosti, srovnáním s jinými zvony), že Zikmund je až o 3 tuny lehčí. Český historik Emanuel Poche však uváděl hmotnost čisté zvonoviny (80 % mědi a 20 % cínu) plných 17 tun. Kampanolog František John uvádí opět 13,5 tuny.[11]
- Druhým největším zvonem v Čechách je Zvon #9801 odlitý roku 2022 s hmotností 9 801 kg. Svým dolním průměrem, který činí 258 cm, je dokonce o 2 cm větší než Zikmund, i když je o několik tun lehčí.[12][13]
- Třetím největším zvonem v Čechách je zvon Augustin na Bílé věži v Hradci Králové. Váha tohoto zvonu činí asi 8 tun, zvon Václav z olomouckého dómu je tak zřejmě třetím největším zvonem v celém Česku (čistá hmotnost 8 156 kg, průměr 242 cm).[14][11]
- Zlomení srdce zvonu bylo v minulosti pokládáno za nešťastné znamení, jež prý údajně věštilo nějakou národní katastrofu či neštěstí. Nepopiratelným faktem ale je, že dva měsíce po posledním puknutí srdce zvonu Zikmund v červnu roku 2002 postihly Českou republiku katastrofální povodně a také zvonařská dílna Manoušků na Zbraslavi byla v té době povodní zcela zaplavena.
- Zvuk zvonu, přestože harmonický, představuje poměrně vysokou hladinu hlasitosti. Podle dobrovolných měření svatovítských zvoníků pana Františka kardinála Tomáška z roku 1969 je hladina hlasitosti zvuku 1 m od úderu zvonu Zikmund 120 dB (decibelů) a u zvonu Václav 110 dB.